# Petrorhagia nanteuilii
Petrorhagia nanteuilii é uma espécie de planta com flor pertencente à família Caryophyllaceae. 
A autoridade científica da espécie é (Burnat) P.W.Ball & Heywood, tendo sido publicada em Bulletin of the British Museum (Natural History), Botany 3(4): 164. 1964.

## Portugal
Trata-se de uma espécie presente no território português, nomeadamente em Portugal Continental e no Arquipélago da Madeira.
Em termos de naturalidade é nativa das duas regiões atrás indicadas.

## Protecção
Não se encontra protegida por legislação portuguesa ou da Comunidade Europeia.